# Bonzan-Pougouli
Ne doit pas être confondu avec Bonzan.
Bonzan-Pougouli est une commune rurale située dans le département de Koti de la province de Tuy dans la région des Hauts-Bassins au Burkina Faso.

## Géographie
Bonzan-Pougouli se trouve à 8 km à l'ouest de Koti, à 10 km au nord d'Oronkua et à 15 km au sud de Founzan. La commune est traversée par la route nationale 12.

## Santé et éducation
Le centre de soins le plus proche de Bonzan-Pougouli est le centre de santé et de promotion sociale (CSPS) de Koti.